# Selenocosmia effera
Selenocosmia effera là một loài nhện trong họ Theraphosidae.
Loài này thuộc chi Selenocosmia. Selenocosmia effera được Eugène Simon miêu tả năm 1891.